# Ansamblu schitului Cioclovina de Jos
Ansamblu schitului Cioclovina de Jos este un ansamblu de monumente istorice aflat pe teritoriul satului Tismana; comuna Tismana.

Ansamblul este format din următoarele monumente:
- Biserica "Sf. Voievozi" (cod LMI GJ-II-m-A-09414.01)
- Stăreție (cod LMI GJ-II-m-A-09414.02)
- Chilii (cod LMI GJ-II-m-A-09414.03)

## Galerie

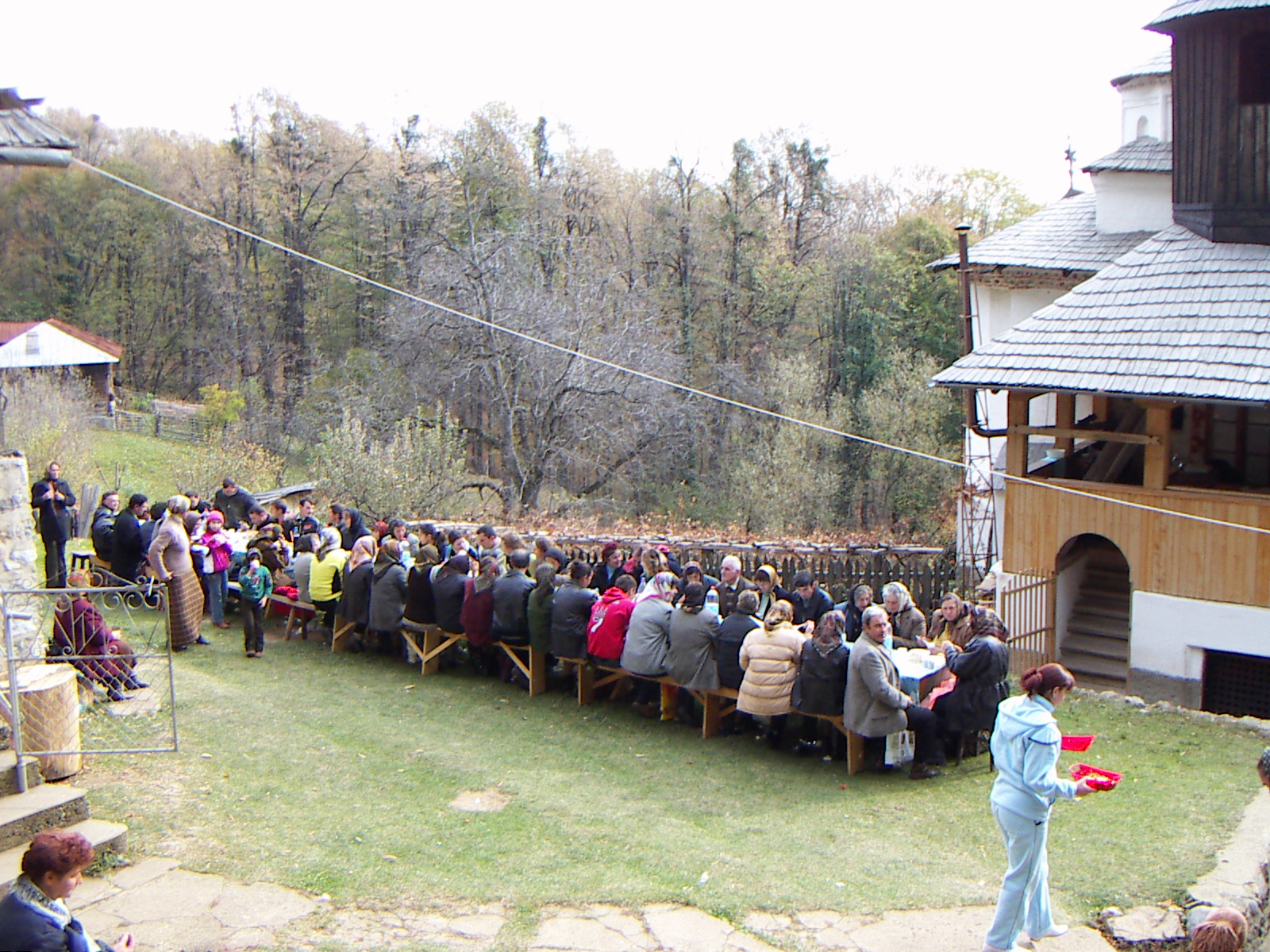
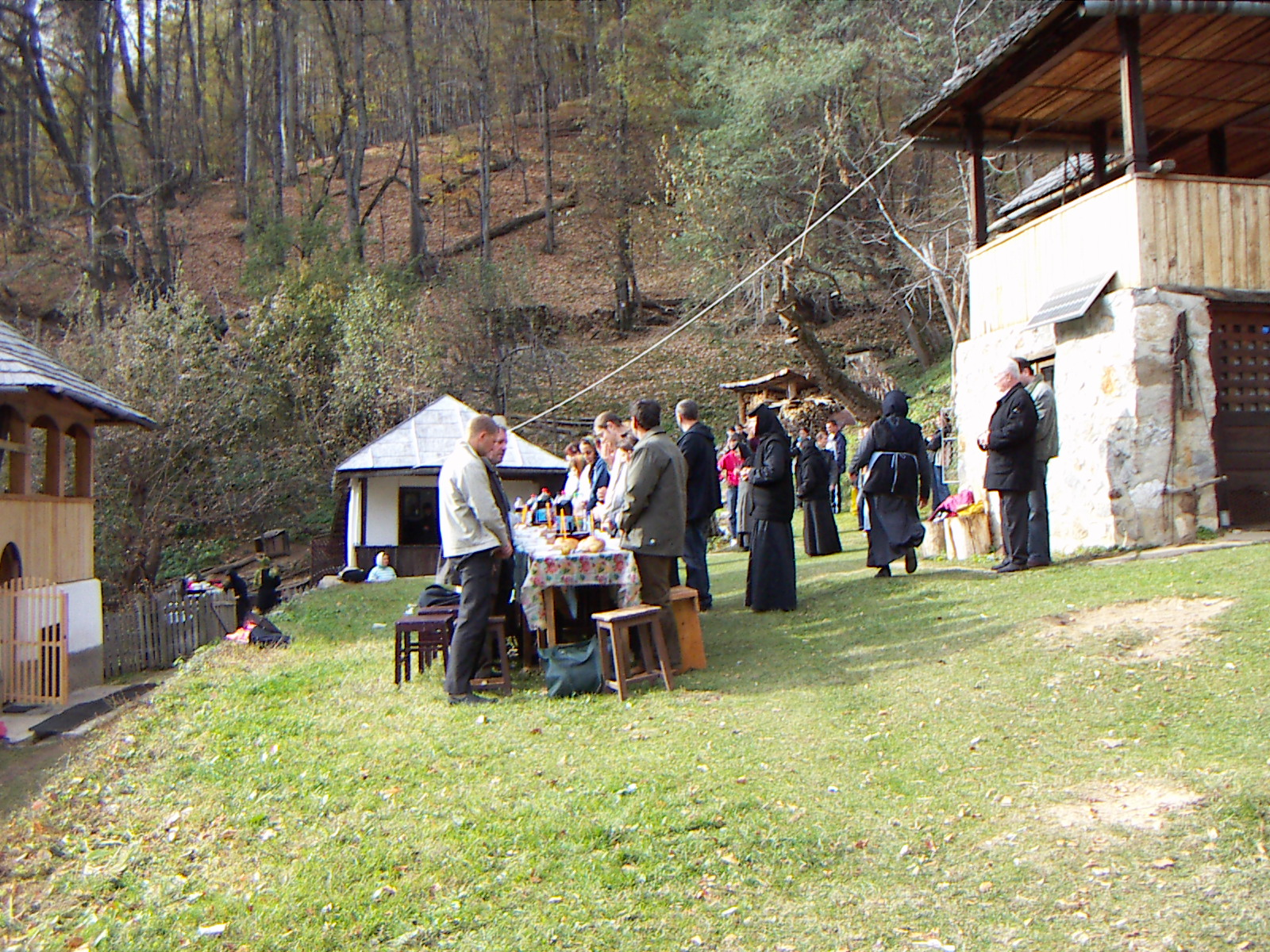
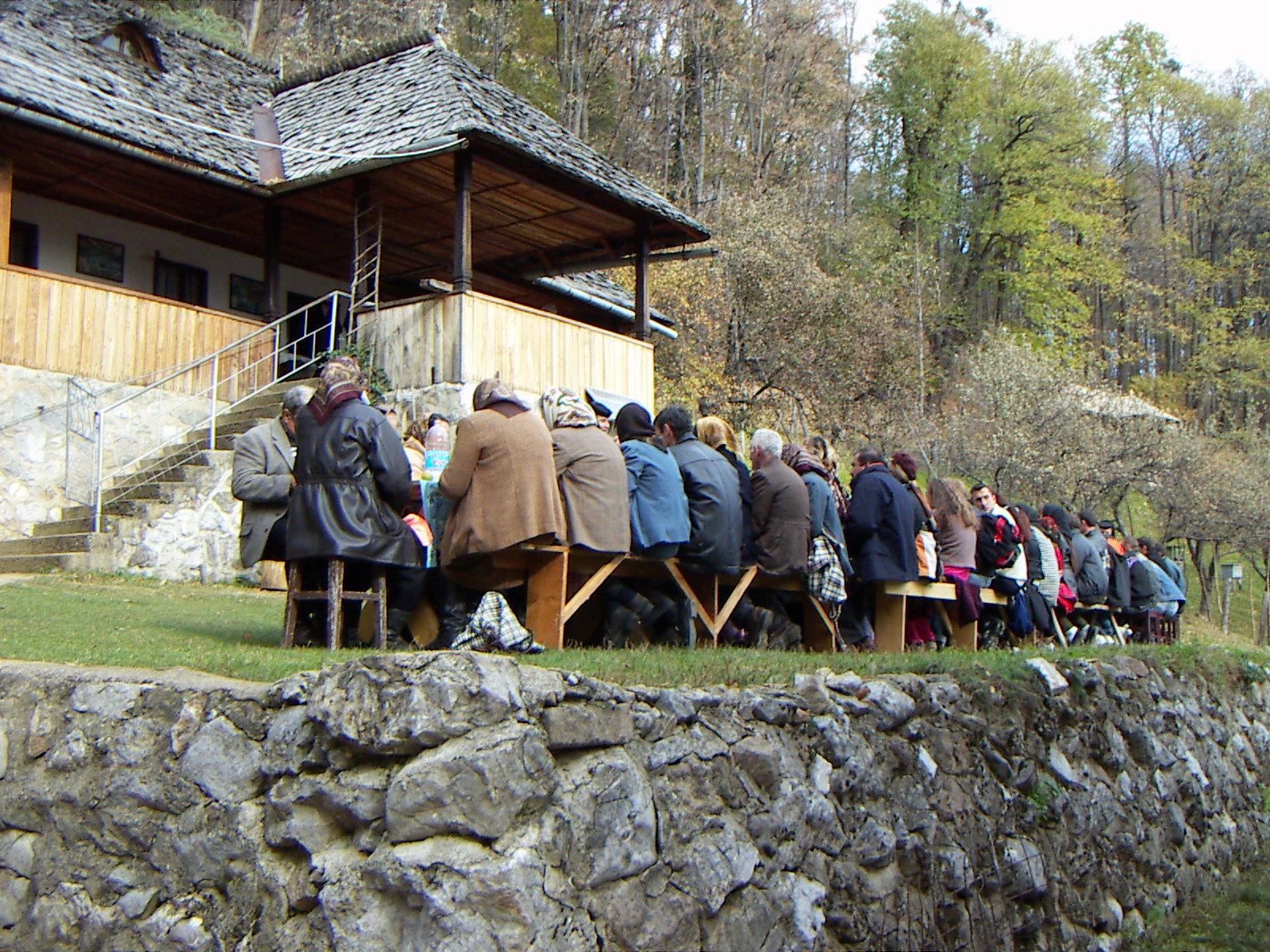
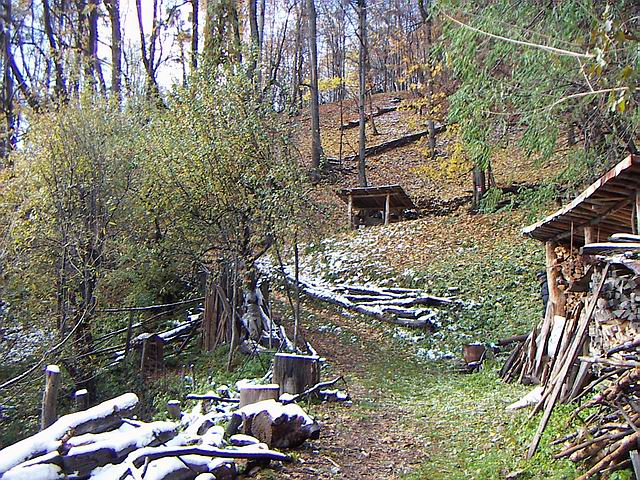
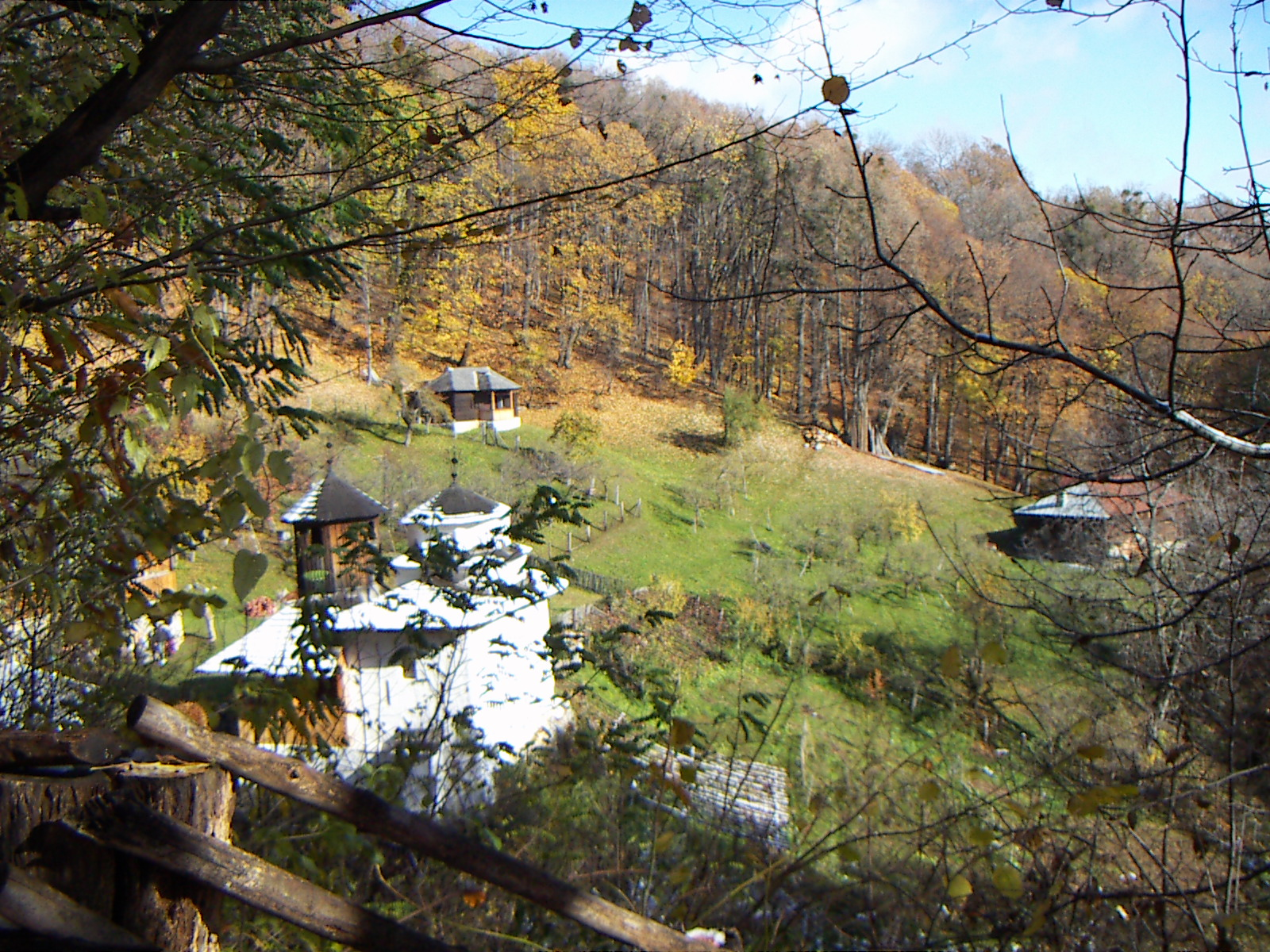
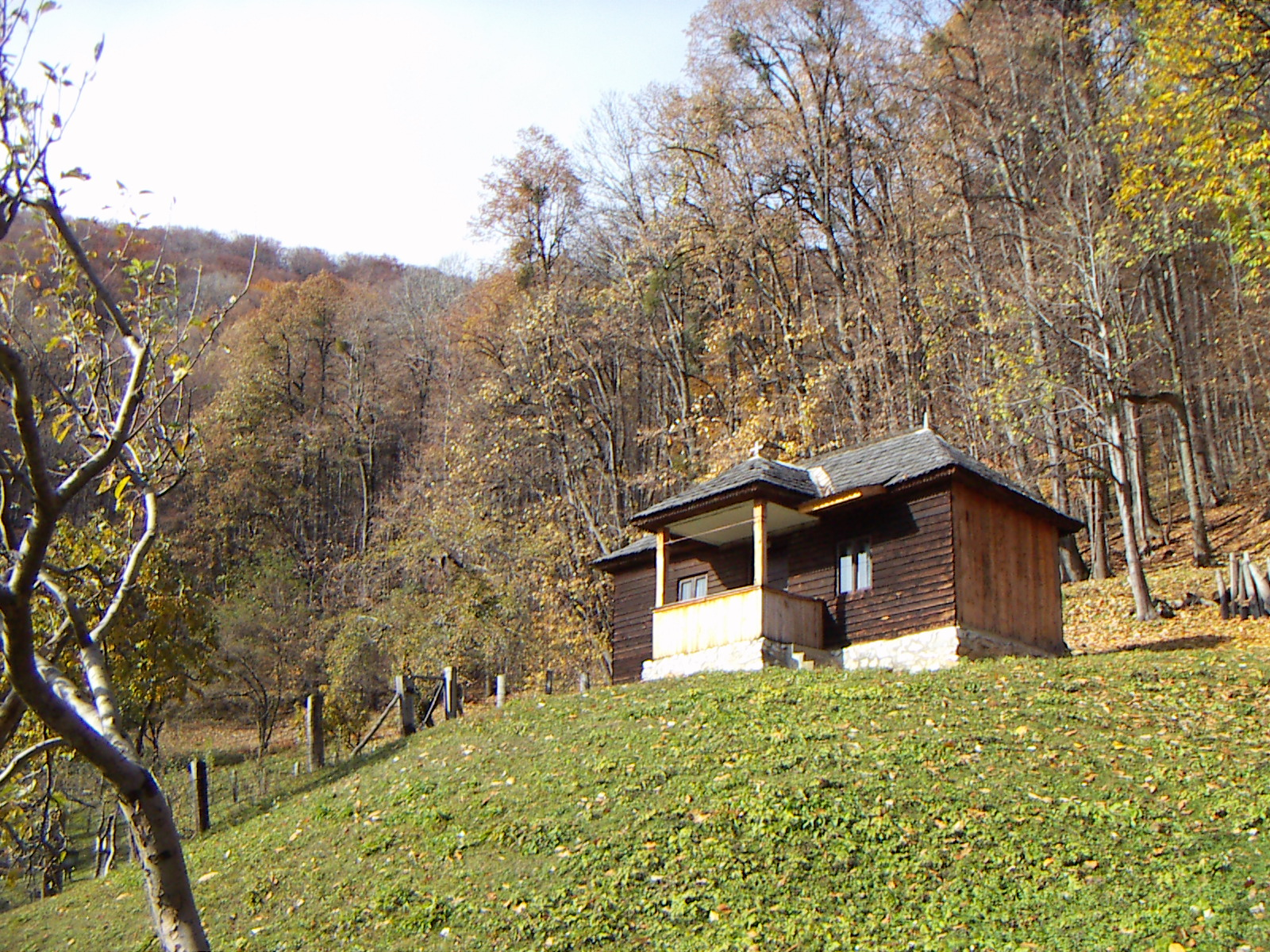
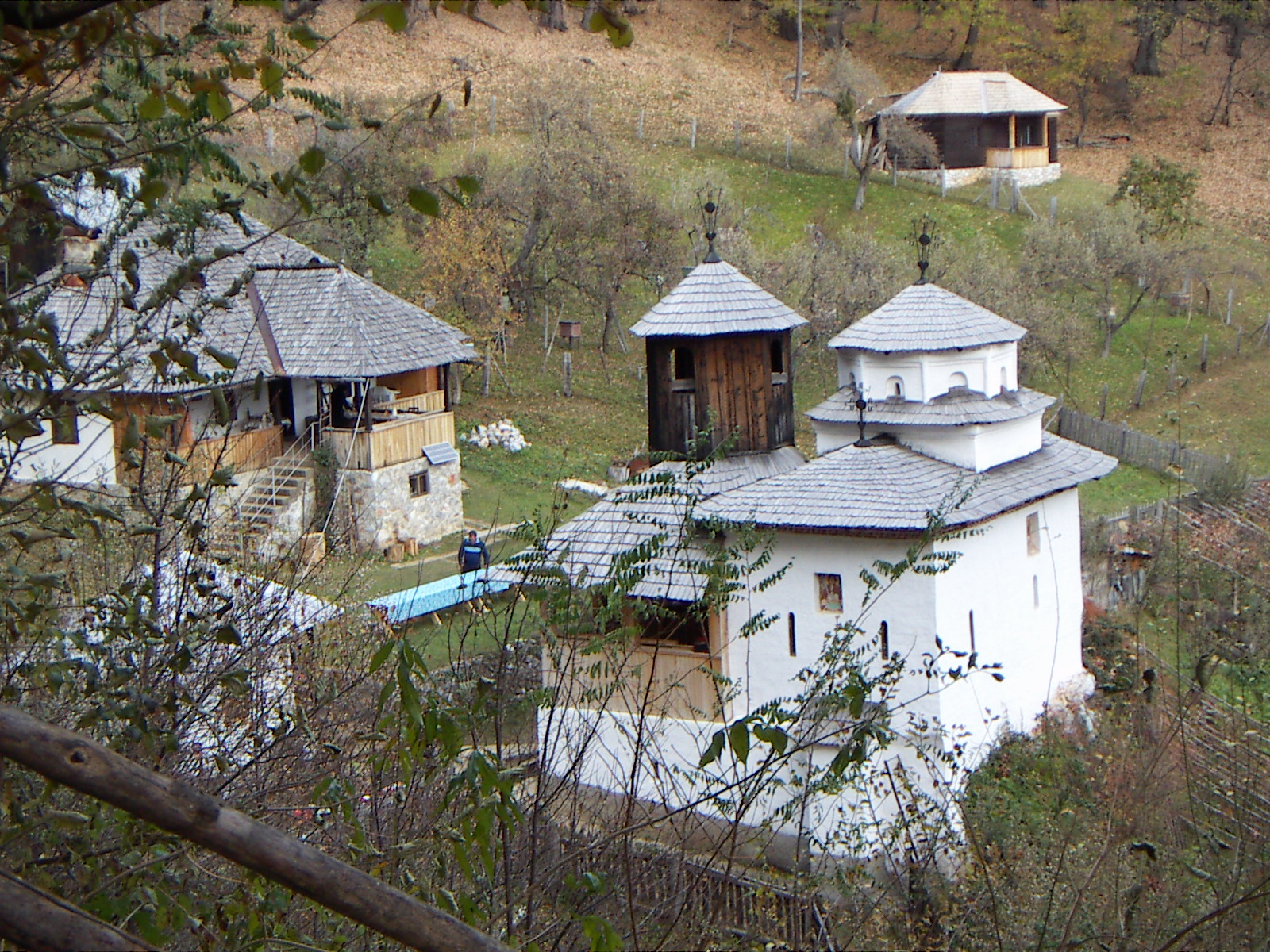